# Figaro (Disney)
Figaro é um gato fictício da Disney e surgiu juntamente com a versão animada do Pinocchio, em 1940. Mais tarde, se tornou parte do universo de Mickey Mouse.
Figaro é provavelmente mais conhecido como o gato de estimação de Geppetto e Pinóquio. Figaro era o personagem favorito de Walt Disney em Pinóquio; ele amava tanto o gatinho que queria que ele aparecesse o máximo possível. Enquanto isso, ele era agora o animal de estimação da Minnie.

## Aparições
1. Pinocchio (1940)
2. Figaro and Cleo  (1943)
3. First Aiders (1944)
4. Bath Day (1946)
5. Figaro & Frankie (1946)
6. Cat Nap Pluto (1948)
7. Pluto's Sweater (1949)
8. Mickey Mouse Works (1999)
9. Mickey's Once Upon a Christmas (1999)
10. House of Mouse (2002)
11. A Casa do Mickey Mouse (2006)

## Nome em outros idiomas
Em todos os idiomas por onde foi traduzido, do inglês ao dinamarquês, passando pelo português o nome de Fígaro continua o mesmo.